# Introspezione (album)
Introspezione, conosciuto anche come Opus Avantra - Donella Del Monaco è il primo album degli Opus Avantra, pubblicato nel 1974.

## L'album
È il primo lavoro degli Opus Avantra nel quale viene presentata l'idea estetica del gruppo: l'esigenza di un superamento della divisione in generi  che porta a una condizione di incomunicabilità fra un grande passato musicale e un presente dominato dal mainstream, nel quale la cosiddetta "musica contemporanea"  è ormai da considerarsi un prodotto storico. È la visione di un'idea trasversale e inclusiva dei generi musicali il cui filo conduttore è il recupero di un rapporto profondo col pubblico.
Il critico Antonello Cresti – in Solchi sperimentali (Crac edizioni, 2014) – si esprime così: "Singolarissima esperienza di ensemble mossa da esigenze eminentemente concettuali… la volontà è quella di unire, proprio come indica il nome scelto per il progetto, avanguardia e tradizione in un'unica sintesi".

## Le tracce
1. Introspezione – 2:05
2. Les Plaisirs Sont Doux - Nel Piccolo Giardino – 3:36
3. LaMarmellata - Carillon – 2:33
4. L'Altalena – 5:35
5. Monologo – 2:37
6. Il Pavone – 4:52
7. Ahi Douleur – 4:16
8. Deliee – 5:00
9. Oro – 3:31
10. Rituale - Ashralem – 5:47